# 363 Dywizja Piechoty (III Rzesza)
363 Dywizja Piechoty (niem. 363. Infanterie-Division) – niemiecka dywizja z czasów II wojny światowej, sformowana w rejonie Warszawy na mocy rozkazu z 28 grudnia 1943 roku, w 21. fali mobilizacyjnej przez IX Okręg Wojskowy. 17 września 1944 roku została przeformowana na 363 Dywizję Grenadierów Ludowych.

## Struktura organizacyjna
- Struktura organizacyjna w grudniu 1943 roku:

957., 958. i 959. pułk grenadierów, 363. pułk artylerii, 363. batalion pionierów, 363. dywizyjny batalion fizylierów, 363. oddział przeciwpancerny, 363. oddział łączności, 363. polowy batalion zapasowy;
- Struktura organizacyjna we wrześniu 1944 roku:

957., 958. i 959. pułk grenadierów, 363. pułk artylerii, 363. batalion pionierów, 363. oddział przeciwpancerny, 363. oddział łączności, 363. polowy batalion zapasowy;
- Struktura organizacyjna w marcu 1945 roku:

957., 958. i 959. pułk grenadierów, 363. pułk artylerii, 363. batalion pionierów, 363. dywizyjna kompania fizylierów, 363. oddział przeciwpancerny, 363. oddział łączności, 363. polowy batalion zapasowy;

## Dowódca dywizji
- Generalleutnant August Dettling 21 XI 1943 – IV 1945;

## Szlak bojowy
Dywizję utworzono na bazie resztek rozbitej pod Brodami 339 Dywizji Piechoty oraz wybranych pododdziałów 147 Dywizji Rezerwowej. Nowa jednostka przeszła szkolenie na terenie Polski i wiosną 1944 roku została przeniesiona do Danii. W czerwcu znalazła się we Francji pod Rouen i walczyła pod Falaise, gdzie została okrążona i poważnie zniszczona. Z okrążenia wydostało się jedynie ok. 2,5 tys. żołnierzy. Dywizję odbudowano na poligonie Wildflecken jako 363 Dywizję Grenadierów Ludowych, 17 września 1944 wchłonęła świeżo formowaną 566 Dywizję Grenadierów Ludowych. 
Na front dywizja wróciła na front pod koniec września 1944 r., walczyła pod Nijmegen i Arnhem, później nad rzeką Ruhrą, na Linii Zygfryda i pod Kolonią. Ostatecznie została rozbita w kotle Ruhry i poddała się Amerykanom w kwietniu 1945.